# Liste der Monuments historiques in Millery (Meurthe-et-Moselle)
Die Liste der Monuments historiques in Millery führt die Monuments historiques in der französischen Gemeinde Millery auf.

## Liste der Objekte
| Bezeichnung                                      | Beschreibung                          | Standort                       | Kennzeichnung | Schutzstatus | Datum | Bild |
| ------------------------------------------------ | ------------------------------------- | ------------------------------ | ------------- | ------------ | ----- | ---- |
| Skulptur Der heiliige Martin teilt seinen Mantel | Holz, farbig gefasst, 17. Jahrhundert | in der Kirche St-Martin (Lage) | PM54000481    | Classé       | 1964  |      |